# Запис Весића храст (Жабаре)
Запис Весића храст (Жабаре)  се налази на парцели чији је власник Весић Јовица.

## Локација
| Општина             | Топола                                                           |
| Катастарска општина | Жабаре                                                           |
| Потес               | Калипоље                                                         |
| Координате          | 44° 16′ 22″ С; 20° 43′ 16″ И / 44.272799999999997° С; 20.7211° И |
| Надморска висина    | 0m                                                               |

## Карактеристике
Дендрометријске вредности утврђене на терену и сателитским снимцима:
| Стабло                     | Храст |
| Висина стабла              | m     |
| Обим дебла                 | m     |
| Пречник крошње             | 14m   |
| Пречник дебла              | m     |
| Висина дебла до прве гране | m     |

## База записа
Запис је у оквиру Викимедија пројекта "Запис - Свето дрво" заведен под редним бројем 0516.